# Boulon (Calvados)
Boulon és un municipi francès situat al departament de Calvados i a la regió de Normandia. L'any 2007 tenia 581 habitants.

## Demografia

### Població
El 2007 la població de fet de Boulon era de 581 persones. Hi havia 210 famílies de les quals 40 eren unipersonals (20 homes vivint sols i 20 dones vivint soles), 71 parelles sense fills, 87 parelles amb fills i 12 famílies monoparentals amb fills.
La població ha evolucionat segons el següent gràfic:
Habitants censats

### Habitatges
El 2007 hi havia 230 habitatges, 207 eren l'habitatge principal de la família, 10 eren segones residències i 13 estaven desocupats. 222 eren cases i 7 eren apartaments. Dels 207 habitatges principals, 165 estaven ocupats pels seus propietaris, 40 estaven llogats i ocupats pels llogaters i 3 estaven cedits a títol gratuït; 5 tenien dues cambres, 35 en tenien tres, 60 en tenien quatre i 108 en tenien cinc o més. 178 habitatges disposaven pel capbaix d'una plaça de pàrquing. A 68 habitatges hi havia un automòbil i a 129 n'hi havia dos o més.

### Piràmide de població
La piràmide de població per edats i sexe el 2009 era:
| Homes | Edats   | Dones |
| ----- | ------- | ----- |
| 0     | 95 o +  | 0     |
| 0     | 90 a 94 | 0     |
| 8     | 85 a 89 | 4     |
| 0     | 80 a 84 | 0     |
| 8     | 75 a 79 | 16    |
| 4     | 70 a 74 | 8     |
| 4     | 65 a 69 | 16    |
| 16    | 60 a 64 | 4     |
| 12    | 55 a 59 | 16    |
| 40    | 50 a 54 | 32    |
| 24    | 45 a 49 | 40    |
| 8     | 40 a 44 | 20    |
| 12    | 35 a 39 | 16    |
| 28    | 30 a 34 | 20    |
| 20    | 25 a 29 | 16    |
| 20    | 20 a 24 | 16    |
| 8     | 15 a 19 | 4     |
| 16    | 10 a 14 | 16    |
| 16    | 5 a 9   | 12    |
| 28    | 0 a 4   | 8     |

## Economia
El 2007 la població en edat de treballar era de 418 persones, 296 eren actives i 122 eren inactives. De les 296 persones actives 279 estaven ocupades (154 homes i 125 dones) i 17 estaven aturades (10 homes i 7 dones). De les 122 persones inactives 53 estaven jubilades, 35 estaven estudiant i 34 estaven classificades com a «altres inactius».

### Ingressos
El 2009 a Boulon hi havia 204 unitats fiscals que integraven 531 persones, la mediana anual d'ingressos fiscals per persona era de 19.243 €.

### Activitats econòmiques
Dels 23 establiments que hi havia el 2007, 1 era d'una empresa de fabricació de material elèctric, 2 d'empreses de fabricació d'altres productes industrials, 7 d'empreses de construcció, 5 d'empreses de comerç i reparació d'automòbils, 1 d'una empresa d'informació i comunicació, 2 d'empreses de serveis, 2 d'entitats de l'administració pública i 3 d'empreses classificades com a «altres activitats de serveis».
Dels 7 establiments de servei als particulars que hi havia el 2009, 2 eren paletes, 1 fusteria, 2 lampisteries i 2 electricistes.
L'any 2000 a Boulon hi havia 8 explotacions agrícoles que ocupaven un total de 440 hectàrees.

## Equipaments sanitaris i escolars
El 2009 hi havia una escola elemental integrada dins d'un grup escolar amb les comunes properes formant una escola dispersa.

## Poblacions més properes
El següent diagrama mostra les poblacions més properes.